# Terrassenkruising
Een terrassenkruising is een geografische zone waar een gebied met netto-insnijding (terrassenlandschap) overgaat in een gebied met netto-sedimentatie. In een sedimentatiebekken liggen de oudere sedimenten onder de jongere, bij een terrassenlandschap liggen de oudere terrassen boven de jongere terrassen.